# 迫击炮定位雷达

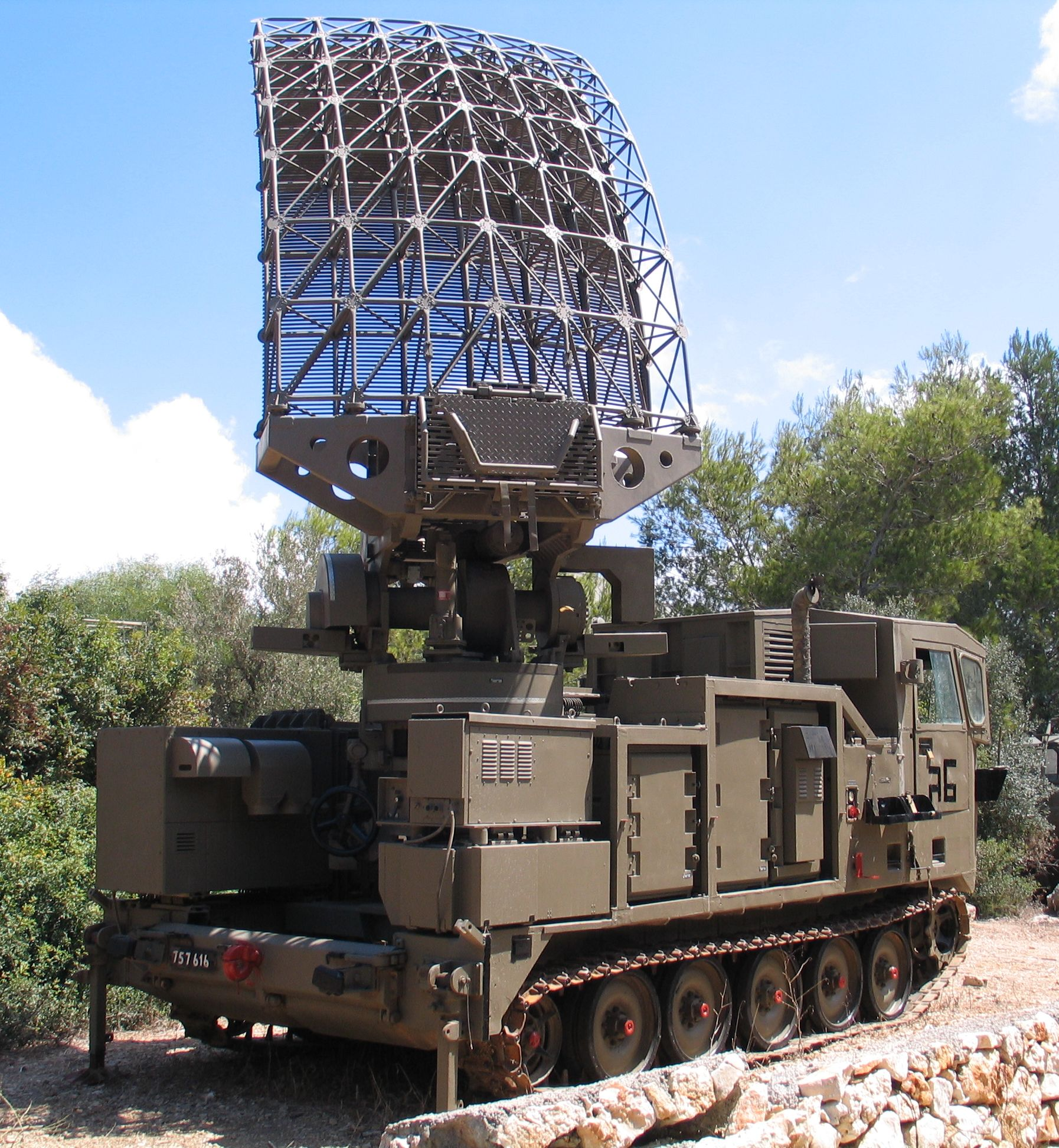
以色列的炮彈定位雷达

炮彈定位雷达是一种雷达系统，它可以探测到由一门或多门火炮與火箭发射的炮弹，并根据炮弹的弹道來定位敵軍发射炮彈的武器的位置並通知友軍火炮單位對敵進行反制:5–18。